# Bumetanide
Bumetanide, được bán dưới tên thương mại Bumex và các thương hiệu khác, là một loại thuốc dùng để điều trị phù nề và huyết áp cao. Nhóm bệnh này bao gồm sưng do suy tim, suy gan hoặc các vấn đề về thận. Nó có thể chữa sưng khi các loại thuốc khác không có. Đối với huyết áp cao, nó không phải là một thuốc điều trị ưa thích. Nó được uống bằng miệng, hoặc tiêm tĩnh mạch hoặc cơ. Hiệu ứng thường bắt đầu trong vòng một giờ và kéo dài trong khoảng sáu giờ.
Các tác dụng phụ thường gặp bao gồm chóng mặt, huyết áp thấp, kali máu thấp, chuột rút cơ bắp và các vấn đề về thận. Các tác dụng phụ nghiêm trọng khác có thể bao gồm mất thính lực và tiểu cầu trong máu thấp. Những người bị dị ứng sulfa, cũng có thể bị dị ứng với bumetanide. Xét nghiệm máu được khuyến cáo thường xuyên cho những người đang điều trị. An toàn trong khi mang thai và cho con bú là không rõ ràng. Bumetanide là thuốc lợi tiểu quai và hoạt động bằng cách giảm sự tái hấp thu natri của thận.
Bumetanide được cấp bằng sáng chế vào năm 1968 và được đưa vào sử dụng y tế vào năm 1972. Nó có sẵn như là một loại thuốc gốc. Một tháng cung cấp ở Vương quốc Anh tiêu tốn của NHS khoảng 1,20 £ vào năm 2019. Tại Hoa Kỳ, chi phí bán buôn của số thuốc này là khoảng US$ 12. Năm 2016, đây là loại thuốc được kê đơn nhiều thứ 266 tại Hoa Kỳ với hơn một triệu đơn thuốc.

## Công dụng

### Sử dụng trong y tế
Nó được sử dụng để điều trị sưng và huyết áp cao. Điều này bao gồm sưng do suy tim, suy gan hoặc các vấn đề về thận. Đối với huyết áp cao, nó không phải là một điều trị ưa thích. Nó được uống bằng miệng, hoặc tiêm tĩnh mạch hoặc cơ.

### Công dụng khác
Vào năm 2008, ESPN đã báo cáo rằng bốn vận động viên NFL đã bị đình chỉ theo chính sách steroid do sử dụng bumetanide. Đôi khi nó được sử dụng để giảm cân vì, như một loại thuốc lợi tiểu, nó loại bỏ nước, nhưng nó cũng che giấu các loại thuốc khác, bao gồm cả steroid, bằng cách pha loãng nước tiểu của người dùng, làm cho nồng độ các chất được lọc thấp hơn, khiến các thuốc bị cấm ít có khả năng bị phát hiện.